# Der Prügelknabe (1951)
Der Prügelknabe ist eine US-amerikanische Filmkomödie aus dem Jahr 1951 von Norman Taurog mit Dean Martin und Jerry Lewis in den Hauptrollen. Der Film wurde von Paramount Pictures produziert.

## Handlung
New York, 1930. Bei seiner Hochzeit überrascht der Entertainer Bill Miller seinen Bühnenpartner Ben Bailey und seinen Manager Leo Lyman mit der Ankündigung, eine Solokarriere starten zu wollen. Begleitet von seiner Frau Mary Turner startet Bill eine Tournee, die jedoch keinen Erfolg hat. Leo schlägt vor, dass Bill einen Stichwortgeber engagiert, um seine Show aufzupeppen. Bill bekommt von einem Musikverleger Ted Rogers vorgeschlagen. Ted ist ein tollpatschiger Angestellter, den der Verleger loswerden möchte. Nachdem Bill Ted abgeholt hat, kommt er zu spät zu einer Verabredung mit Mary, die ihm vorwirft, dass für ihn seine Arbeit vor allem anderen komme. Im Taxi wird der verwirrte Ted Zeuge des Streitgespräches. Am Theater angekommen soll Ted den Fahrpreis bezahlen. Bill geht davon aus, dass Ted weiß, wofür er engagiert wurde.
Bill beginnt mit seiner Show, nachdem er Ted angewiesen hat, in einer Loge Platz zu nehmen. Er kündigt seine erste Nummer mit dem Titel For You an und bemerkt, dass der Komponist auch zu Gast sei. Ein Spotlight wird auf Ted gerichtet, der in seiner Verwirrung zu Singen versucht. Das Orchester nimmt den Takt auf. Teds unmelodische und kieksende Stimme bringt das Publikum zum Lachen. Beschämt flüchtet Ted aus der Loge, sehr zum Verdruss seiner Sitznachbarin Genevieve Tait. Bill ist begeistert von dem frenetischen Applaus der Zuschauer, ebenso wie Leo und der Veranstalter Frank Darling. Frank will aber Bill nur im Duett mit Ted weiter verpflichten, was Bill sauer aufstößt. Bill, der zuerst noch nicht mal Teds Namen weiß, findet Ted bei dessen Mutter und kann ihn, nach einer Erhöhung seiner Gage, dazu bringen, zu seinem Partner zu werden. Bill und Ted beginnen eine Showtour, während Mary zu Hause bleibt. Eines Abends betrinkt sich Bill so sehr, dass er nicht auftreten kann. Ted zieht die Show daher alleine durch. Sein Auftritt wird ein voller Erfolg. Er lehnt jedoch den Vorschlag des Agenten Sam Heinz ab, in Zukunft ohne Bill aufzutreten und damit mehr Geld zu verdienen. Im Hotel nimmt er Marys Anruf entgegen und deckt so Bills Zustand.
Zurück in New York soll das Duo an Marys Geburtstag im Palace Theatre auftreten. Am Bahnhof zeigt Ted Mary den Text zu dem Lied A Girl Named Mary and a Boy Named Bill, den er selber geschrieben hat. Mary bittet Bill, Ted endlich als vollwertigen Partner anzuerkennen. Zur gleichen Zeit begegnet Ted Genevieve wieder, die ihm auf der Tour gefolgt ist und ihn bewundert. Auf der Geburtstagsparty flirtet und tanzt sie mit ihm. Bill ist auf der Party nicht erschienen, weil er mit dem Theaterproduzenten Sutherland verhandelt hat. Als er nach Hause kommt, wird er von der wütenden Mary vor dem Schlafzimmer ausgesperrt. Ted drängt Bill eine Melodie für seinen Song zu improvisieren und das Lied Mary vorzusingen. Mary beruhigt sich tatsächlich und geht mit den beiden in einen Nachtclub. Dort betrinkt sich Ted und schlägt Heinz nieder, der Bill als drittklassigen Schmierenkomödianten bezeichnet.
Am nächsten Tag schleppt Bill den immer noch angeschlagenen Ted zu Sutherland und lässt ihn dort einen Vertrag unterschreiben. Mary ist enttäuscht, dass Bill Ted keine Namensnennung zugesteht, wie er es versprochen hat. Genevieve wirft Ted vor, er lasse es zu, dass Bill ihn zum Narren mache. Beim nächsten Auftritt ist das Publikum von Ted begeistert, dennoch weigert sich Bill, dessen Beitrag zum Erfolg der Show anzuerkennen. Mary ist enttäuscht von Bills Egoismus und spricht sich bei Leo den Frust von der Seele. Als Bill unerwartet auftaucht, versteckt sie sich. Bill will mit Leo die Werbekampagne für sein Soloprojekt besprechen, was diesen so verärgert, dass er Bills Vertrag zerreißt. Mary kommt aus ihrem Versteck hervor und kündigt an, Bill verlassen zu wollen. Bill betrinkt sich und beschimpft Ted, der ihn moralisch unterstützen will. Betroffen erklärt Ted, nicht mehr auftreten zu wollen.
Bill beginnt seine Soloshow. Nach mehreren trübseligen Vorführungen unterbricht er seine Show und bittet seine Zuschauer um Verzeihung. Er erkennt öffentlich Teds Beitrag zur Show an. Von einer der Logen aus ruft ihm Ted zu. Ted kommt auf die Bühne, zusammen singen sie ihre markanten Duette. Mary, Genevieve und Leo schauen glücklich zu.

## Produktion

### Hintergrund
Gedreht wurde der Film von Mitte Februar bis Ende März 1951 in den Paramount-Studios in Hollywood.

### Stab
Franz Bachelin und Hal Pereira oblag die künstlerische Leitung. Sam Comer und Bertram C. Granger waren für das Szenenbild zuständig. Farciot Edouart und Gordon Jennings steuerten die Spezialeffekte bei.

### Besetzung
In kleinen nicht im Abspann erwähnten Nebenrollen traten Franklyn Farnum, Percy Helton, Donald MacBride, Hank Mann, Harold Miller und Mary Treen auf. Ebenfalls unerwähnt blieben Danny Davenport als Sam Heinz, Charles Evans als Sutherland und Freeman Lusk als Frank Darling.

### Musik
Folgende Songs wurden im Film gespielt:
- A Girl Named Mary and a Boy Named Bill von Mack David und Jerry Livingston
- I’m Yours von E. Y. Harburg und Johnny Green
- Just One More Chance von Sam Coslow und Arthur Johnston
- Louise von Leo Robin und Richard A. Whiting
- Who’s Your Little Whoo-zis? von Walter Hirsch, Al Goering und Ben Bernie
- With My Eyes Wide Open I’m Dreaming von Mack Gordon und Harry Revel
- I Feel a Song Coming On von Dorothy Fields, George Oppenheimer und Jimmy McHugh

Das Orchester wurde von Sidney Cutner, Gus Levene, George Parrish und Leo Shuken geleitet.

## Synchronisation
| Rolle       | Schauspieler | Deutscher Synchronsprecher |
| ----------- | ------------ | -------------------------- |
| Bill Miller | Dean Martin  | Wolfgang Lukschy           |
| Ted Rogers  | Jerry Lewis  | Horst Gentzen              |
| Mary Turner | Polly Bergen | Tilly Lauenstein           |

## Veröffentlichung
Die Premiere des Films fand am 15. November 1951 in London statt. In den USA kam er erst über ein Jahr später heraus, am 32. Dezember 1952. In der Bundesrepublik Deutschland kam er am 29. Mai 1953 in die Kinos, in Österreich im Juni 1953.

## Kritiken
Der Filmkritiken-Aggregator Rotten Tomatoes hat in einer Auswertung von mehr als 1000 User-Kritiken ein Publikumsergebnis von 78 Prozent positiver Bewertungen ermittelt.
Das Lexikon des internationalen Films schrieb: „Die routiniert gemachte Grotesk-Komödie nimmt die Entwicklung der Zusammenarbeit des Duos Jerry Lewis/Dean Martin vorweg: 1956 trennte sich Jerry von Dean, seinem Partner seit 10 Jahren, und startete eine erfolgreiche Solo-Karriere.“